# Grysshultasjö
Grysshultasjö är en sjö i Markaryds kommun i Småland och ingår i Lagans huvudavrinningsområde. Sjön är 2,9 meter djup, har en yta på 0,85 kvadratkilometer och är belägen 160 meter över havet. Sjön avvattnas av vattendraget Örsbäcken. Vid provfiske har abborre, gädda och mört fångats i sjön.

## Delavrinningsområde
Grysshultasjö ingår i det delavrinningsområde (627591-135906) som SMHI kallar för Mynnar i Vänneån. Medelhöjden är 159 meter över havet och ytan är 27,33 kvadratkilometer. Det finns inga avrinningsområden uppströms utan avrinningsområdet är högsta punkten. Örsbäcken som avvattnar avrinningsområdet har biflödesordning 3, vilket innebär att vattnet flödar genom totalt 3 vattendrag innan det når havet efter 50 kilometer. Avrinningsområdet består mestadels av skog (52 procent) och sankmarker (33 procent). Avrinningsområdet har 0,97 kvadratkilometer vattenytor vilket ger det en sjöprocent på 3,6 procent.